# Makói járás
A Makói járás Csongrád-Csanád vármegyéhez tartozó járás Magyarországon, amely 2013-ban jött létre. Székhelye Makó. Területe 688,85 km², népessége 44 481 fő, népsűrűsége 65 fő/km² volt a 2012. évi adatok szerint. Két város (Makó és Csanádpalota) és 13 község tartozik hozzá.
A Makói járás a járások 1983-as megszüntetése előtt is létezett, az 1950-es megyerendezés során, Csongrád megyéhez csatolása kapcsán kapta mai nevét, és 1978-ban szűnt meg. 1950 előtt Csanád vármegyéhez tartozott és Központi járás volt a neve.

## Települései
| Település     | Rang (2013. július 15.) | Kistérség (2013. január 1.) | Népesség (2012. január 1.) | Terület (km²) |
| ------------- | ----------------------- | --------------------------- | -------------------------- | ------------- |
| Makó          | járásszékhely város     | Makói                       | 23 573                     | 229,23        |
| Csanádpalota  | város                   | Makói                       | 2 968                      | 77,76         |
| Kiszombor     | nagyközség              | Makói                       | 3 772                      | 65,81         |
| Ambrózfalva   | község                  | Makói                       | 486                        | 11,22         |
| Apátfalva     | község                  | Makói                       | 2 941                      | 53,78         |
| Csanádalberti | község                  | Makói                       | 434                        | 15,32         |
| Földeák       | község                  | Makói                       | 3 025                      | 36,37         |
| Királyhegyes  | község                  | Makói                       | 662                        | 29,8          |
| Kövegy        | község                  | Makói                       | 377                        | 9,71          |
| Magyarcsanád  | község                  | Makói                       | 1 458                      | 48,08         |
| Maroslele     | község                  | Makói                       | 2 047                      | 46,56         |
| Nagyér        | község                  | Makói                       | 480                        | 12,29         |
| Nagylak       | község                  | Makói                       | 466                        | 4,69          |
| Óföldeák      | község                  | Makói                       | 451                        | 35,09         |
| Pitvaros      | község                  | Makói                       | 1 341                      | 13,14         |

## Története
A Makói járás az 1950-es megyerendezés során jött létre 1950. március 16-án Csanád megye Központi járásának Csongrád megyéhez csatolásával és nevének megváltoztatásával.
Megszűnésére 1978. december 30-ával kerület sor, ekkor valamennyi községe a Makói városkörnyékhez lett beosztva.

### Községei 1950 és 1978 között
Az alábbi táblázat felsorolja a Makói járáshoz tartozott községeket, bemutatva, hogy mikor tartoztak ide, és hogy hova tartoztak megelőzően, illetve később.
Meg kell jegyezni, hogy a tanácsrendszer első éveiben, 1950 és 1954 között Makó jogállása közvetlenül a járási tanács alá rendelt város volt, vagyis a járáshoz tartozott.
| Község        | Mikortól            | Honnan                               | Meddig             | Hova                  |
| ------------- | ------------------- | ------------------------------------ | ------------------ | --------------------- |
| Ambrózfalva   | 1950. március 16.   | Központi járásból                    | 1978. december 30. | Makói városkörnyékhez |
| Apátfalva     | 1950. március 16.   | Központi járásból                    | 1978. december 30. | Makói városkörnyékhez |
| Csanád        | 1950. szeptember 6. | Apátfalva és Magyarcsanád egyesülése | 1954. október 31.  | Ismét különváltak     |
| Csanádalberti | 1950. március 16.   | Központi járásból                    | 1978. december 30. | Makói városkörnyékhez |
| Csanádpalota  | 1950. március 16.   | Központi járásból                    | 1978. december 30. | Makói városkörnyékhez |
| Ferencszállás | 1950. június 1.     | Torontáli járásból                   | 1978. december 30. | Makói városkörnyékhez |
| Földeák       | 1950. március 16.   | Központi járásból                    | 1978. december 30. | Makói városkörnyékhez |
| Királyhegyes  | 1950. március 16.   | Központi járásból                    | 1977. március 31.  | Makói városkörnyékhez |
| Kiszombor     | 1950. június 1.     | Torontáli járásból                   | 1978. december 30. | Makói városkörnyékhez |
| Klárafalva    | 1950. június 1.     | Torontáli járásból                   | 1978. december 30. | Makói városkörnyékhez |
| Kövegy        | 1950. március 16.   | Központi járásból                    | 1978. december 30. | Makói városkörnyékhez |
| Magyarcsanád  | 1950. március 16.   | Központi járásból                    | 1978. december 30. | Makói városkörnyékhez |
| Maroslele     | 1950. március 16.   | Központi járásból                    | 1978. december 30. | Makói városkörnyékhez |
| Nagyér        | 1950. március 16.   | Központi járásból                    | 1978. december 30. | Makói városkörnyékhez |
| Nagylak       | 1950. március 16.   | Központi járásból                    | 1978. december 30. | Makói városkörnyékhez |
| Óföldeák      | 1950. március 16.   | Központi járásból                    | 1978. december 30. | Makói városkörnyékhez |
| Pitvaros      | 1950. március 16.   | Központi járásból                    | 1978. december 30. | Makói városkörnyékhez |
| Rákos         | 1954.               | Makó város területéből               | 1962. december 30. | Makó városhoz         |

### Történeti adatai
Megszűnése előtt, 1978 végén területe 445 km², népessége pedig mintegy 27 ezer fő volt.